# 58186 Langkavel
58186 Langkavel este un asteroid din centura principală de asteroizi.

## Descriere
58186 Langkavel este un asteroid din centura principală de asteroizi. A fost descoperit pe 13 septembrie 1991 la Tautenburg de Lutz Dieter Schmadel și Freimut Börngen. Asteroidul prezintă o orbită caracterizată de o semiaxă mare de 2,20 ua, o excentricitate de 0,03 și o înclinație de 2,0° în raport cu ecliptica.